# Test di Turing

Rappresentazione grafica del test di Turing

Il test di Turing è un criterio per determinare se una macchina è in grado di esibire un comportamento intelligente, suggerito da Alan Turing nell'articolo Computing machinery and intelligence apparso nel 1950 sulla rivista Mind.

## Descrizione
Nell'articolo Turing prende spunto da un gioco, chiamato "gioco dell'imitazione", con tre partecipanti: un uomo A, una donna B, e una terza persona C. Quest'ultima è tenuta separata dagli altri due e attraverso una serie di domande deve stabilire qual è l'uomo e quale la donna. Dal canto loro anche A e B hanno dei compiti: A deve ingannare C e portarlo a un'identificazione errata, mentre B deve aiutarlo. Affinché C non possa disporre di alcun indizio (come l'analisi della grafia o della voce), le risposte alle domande di C devono essere dattiloscritte o trasmesse in modo simile.
Il test di Turing si basa sul presupposto che una macchina si sostituisca ad A. Se la percentuale di volte in cui C indovina chi è l'uomo e chi la donna è simile prima e dopo la sostituzione di A con la macchina, allora la macchina stessa dovrebbe essere considerata intelligente, dal momento che - in questa situazione - sarebbe indistinguibile da un essere umano.
Per macchina intelligente Turing intende una in grado di pensare, ossia capace di concatenare idee ed esprimerle. Per Turing, quindi, tutto si limita alla produzione di espressioni non prive di significato. Nell'articolo, riprendendo il Cogito cartesiano, scrive:
Rispondendo alle critiche al suo test, Turing si dichiarò consapevole del fatto che l'algoritmo capace di superarlo sarebbe stato più simile a un "pappagallo ammaestrato" che ad un essere intelligente in grado di pensare. Egli sottolineò la differenza radicale fra un fenomeno intelligente e un essere realmente intelligente.
Le macchine di Turing sono macchine a stati finiti che possono simulare altre macchine a stati discreti. Una macchina per sostenere il test deve essere programmata considerando la descrizione di un uomo in termini discreti (stati interni, segnali, simboli). Dalla complessità del software, si legge tra le righe dell'articolo, emergeranno le funzioni intellettuali. Su questa aspettativa si fonda una disciplina nota come intelligenza artificiale, il cui scopo è la costruzione di una macchina in grado di riprodurre le funzioni cognitive umane.

### Prove a confutazione del test
Negli anni il test di Turing è stato via via riformulato. Le ragioni sono varie e passano dall'imprecisione della formulazione originale al sorgere di nuovi problemi relativi alla definizione di macchina intelligente. A volte semplici programmi, come ad esempio ELIZA che emula un terapista rogersiano, hanno costretto a riformulare i criteri del test perché inadeguati o troppo facilmente soddisfatti da programmi evidentemente non pensanti.
Il filosofo John Searle ha proposto una modifica al test di Turing, che ha preso il nome di stanza cinese, sostenendo l'inattendibilità del test di Turing come prova sufficiente a dimostrare che una macchina o un qualsiasi sistema informatico sono sistemi dotati di vera intelligenza, sia che questi abbiano superato o no tale test.

## Varianti successive
Numerose altre versioni del test di Turing, comprese quelle di cui sopra, sono state sviluppate nel corso degli anni.

### Turing test totale
La variante totale del test di Turing, proposta dallo scienziato cognitivo Stevan Harnad, aggiunge due ulteriori requisiti al test di Turing tradizionale. L'interrogatore può anche testare le abilità percettive del soggetto (il che coinvolge la visione artificiale) e la capacità del soggetto di manipolare gli oggetti, coinvolgendo la robotica. (Russell, Stuart J.; Norvig, Peter (2010), Artificial Intelligence: A Modern Approach (3rd ed.), Upper Saddle River, NJ: Prentice Hall).

### Test di Turing dell'esperto
Nel test di Turing dell'esperto la risposta di una macchina deve mostrare la sua capacità di specializzarsi in un campo di conoscenza specifico e deve risultare indistinguibile da quella fornita da un esperto in questo campo. È noto anche come "test Feigenbaum" ed è stato proposto da Edward Feigenbaum nel 2003.

### Record sanitari elettronici
Una lettera pubblicata su Communications of the ACM concepisce la generazione di una popolazione di pazienti artificiali e propone una variazione del test di Turing per valutare la differenza tra questi e i pazienti reali: "Sebbene un medico umano possa distinguere facilmente tra i pazienti generati artificialmente e quelli umani, [ci si chiede se], nel contesto della CCE, è possibile fornire una macchina dell'intelligenza per fare tale determinazione da sola", e poi: "Prima che le identità sintetiche dei pazienti diventino un problema di salute pubblica, il mercato legale delle CCE potrebbe trarre vantaggio dall'applicazione di tecniche di test di Turing per garantire maggiore affidabilità e valore diagnostico dei dati. Qualsiasi nuova tecnica deve quindi considerare l'eterogeneità dei pazienti ed è probabile che abbia una complessità maggiore rispetto alla sfida di Allen".

### Test del minimo segnale intelligente
Il test del minimo segnale intelligente (Minimum intelligent signal test), proposto da Chris McKinstry come "la massima astrazione del test di Turing", consente solo le risposte binarie (vero/falso o sì/no), per concentrarsi unicamente sulla capacità di pensiero. Elimina i problemi di chat testuale come il pregiudizio di antropomorfismo (cioè il distinguere una macchina da una persona perché non capisce atteggiamenti umani che non hanno diretta correlazione con l'intelligenza di per sé, come parlare alle piante o adorare una divinità) e non richiede l'emulazione di comportamenti umani non intelligenti (come l'attenzione allo stile), ammettendo sistemi che differiscono dall'intelligenza umana. Le domande devono essere isolate e rendono il test più simile a un test del QI che a un interrogatorio. Generalmente si usa per raccogliere dati statistici rispetto ai quali misurare le prestazioni dei programmi di intelligenza artificiale.

### Test di Turing inverso e CAPTCHA
Una modifica del test di Turing, in cui sono stati invertiti uno o più ruoli tra le macchine e l'uomo, è detta test di Turing inverso. Un esempio si trova nel lavoro dello psicanalista Wilfred Bion, che era particolarmente affascinato dalla "tempesta" (in inglese 'storm') risultante dell'incontro di una mente con un'altra. 
Nel suo libro del 2000, tra diverse considerazioni originali sul test di Turing, lo studioso letterario Peter Swirski esaminò nel dettaglio l'idea di ciò che definì il test Swirski, essenzialmente il test di Turing inverso, sottolineando che risolveva la maggior parte delle obiezioni alla versione standard. Portando avanti questa idea, R. D. Hinshelwood descrisse la mente come un "apparato per riconoscere la mente". Nel test di Turing inverso viene messo alla prova un computer per verificare se è in grado di determinare se sta interagendo con un essere umano o con un altro computer. Questa è un'estensione della domanda originale alla quale Turing ha tentato di rispondere, ma potrebbe offrire un protocollo sufficientemente accurato per delineare una macchina in grado di "pensare" in un modo che potremmo definire tipicamente umano.
Il CAPTCHA è di fatto una forma di test di Turing inverso. Prima di poter eseguire un'azione su un sito Web, all'utente vengono presentati caratteri alfanumerici in un'immagine grafica distorta e gli viene chiesto di digitarli. Questo ha lo scopo di impedire il ricorso ai sistemi automatici per compiere azioni fraudolente sul sito. La logica è che attualmente non esiste (o comunque non è disponibile per l'utente medio) un software abbastanza sofisticato da leggere e riprodurre l'immagine distorta, quindi se uno è in grado di farlo è probabile che sia un essere umano.
Lo sviluppo dei software in grado di decriptare un CAPTCHA con una certa accuratezza, analizzando i pattern nel motore di generazione, è iniziato subito dopo la creazione dei CAPTCHA. Nel 2013 i ricercatori della Vicarious (ditta che si occupa dello sviluppo di intelligenza artificiale) hanno dichiarato di aver creato un sistema per risolvere le sfide CAPTCHA di Google, Yahoo! e PayPal fino al 90% delle volte. Nel 2014 gli ingegneri di Google hanno raggiunto il 99,8%.

### Test Hutter Prize
Gli organizzatori del premio Hutter credono che comprimere un testo in linguaggio naturale sia un problema di intelligenza artificiale, equivalente al superamento del test di Turing. Il test di compressione dei dati ha alcuni vantaggi rispetto alla maggior parte delle versioni e varianti del test di Turing: fornisce infatti un singolo valore che può essere utilizzato direttamente per stabilire quale delle due macchine è "più intelligente"; inoltre non richiede al computer di mentire all'osservatore giudice. I principali svantaggi: non è possibile testare in questo modo gli umani; non si sa quale particolare "punteggio" ottenuto (se mai esistesse) equivale al superamento di un test di Turing da parte di un umano.

### Altri test basati sulla compressione o sulla complessità di Kolmogòrov
Alla fine degli anni novanta del XX secolo venne proposto un approccio apparso molto prima, ma legato al suddetto test Hutter Prize. Si tratta dell'inclusione di problemi di compressione in un test di Turing esteso.  Altri protocolli agiscono tramite prove che derivano interamente dalla complessità di Kolmogorov. Alcuni test su questa linea sono presentati da Hernandez-Orallo e Dowe.
L'Algorithmic IQ (o AIQ) è invece un tentativo di convertire la misura di intelligenza universale teorizzata da Legg e Hutter (basata sull'inferenza induttiva di Solomònoff) in un test pratico di intelligenza artificiale. I due principali vantaggi di alcuni di questi test sono la loro applicabilità alle intelligenze non umane e l'assenza di requisiti per i testatori umani.

### Test Ebert
Il test di Turing ha ispirato il test Ebert proposto nel 2011 dal critico cinematografico Roger Ebert. Esso verifica se una voce sintetizzata dal computer ha abilità sufficienti in termini di intonazioni, inflessioni, tempismo e così via, per far ridere la gente.